# Зубко Владислав Олександрович
Владисла́в Олекса́ндрович Зубко́ (1995—2022) — український військовослужбовець Національної гвардії України, учасник російсько-української війни.

## Життєпис
Народився 31 серпня 1995 в селі Осипенко Запорізької області. Закінчив Запорізький національний технічний університет за спеціальністю «Інформаційні мережі зв'язку». З юних років займався спортом. Хотів подорожувати та жити у великому місті.
Після випуску з університету хлопець вирішив пов'язати життя із армією, тож став бійцем Національної гвардії України. Служив в Окремому загоні спеціального призначення «Азов». Під час повномасштабної війни обіймав посаду інструктора (снайпера) снайперського відділення снайперської групи спеціального призначення.
З 24 лютого 2022 року разом із побратимами боронив місто Маріуполь.
Посмертно азовця нагородили орденом «За мужність» ІІІ ступеня.
Залишились батьки Оксана Вікторівна та Олександр Вікторович, сестра Лілія.